# Krüger Group
Krüger GmbH & Co. KG eller Krüger Group er en tysk fødevareproducent med hovedkvarter i Bergisch Gladbach. De producerer en række fødevarer med tyngden på drikkevarer, chokolade, slik, babymad, helsekost, håndkøbsmedicin og halvfabrikata til fødevareindustrien. Virksomheden ejes af grundlæggerfamilien Krüger og Pfeifer & Langen-koncernen.
Willibert Krüger grundlagde i 1971 en fødevarevirksomhed.